# Vara de Rey
Vara de Rey es un municipio y localidad española de la provincia de Cuenca, en la comunidad autónoma de Castilla-La Mancha. Cuenta con una población de 470 habitantes (INE 2024).

## Geografía
Se encuentra cerca de la carretera nacional N-310 que va desde Manzanares hasta Villanueva de la Jara, en el punto donde la atraviesa la divisoria de aguas entre la cuenca del Júcar al este y la del Záncara al oeste. Este pueblo está cerca de la autopista AP-36 (Madrid - Levante) y cerca de la autovía de Alicante A-31.
En su entorno existe un pequeño talud que parece coincidir con las orillas de un antiguo cauce correspondiente a una época geológica más lluviosa (el Terciario) y que comunicaba toda la comarca con la cuenca del Guadiana a través del río Záncara. La erosión remontante del Júcar modificó totalmente la hidrografía manchega hasta los tiempos actuales, capturando las aguas de la antigua cuenca superior del Guadiana a través del amplio codo de captura cuya curva de 90° se encuentra al noreste de La Roda. Este fenómeno está descrito en una obra de Cosme Morillo.

## Historia
Vara de Rey (Cuenca) perteneció a las tierras de Alarcón hasta que comenzó a formar parte del Marquesado de Villena. Sin embargo durante un largo periodo de tiempo reivindicó una vida independiente pidiendo su autonomía al tiempo que solicitaba que Sisante formara parte del municipio; mientras San Clemente pedía la jurisdicción sobre Vara del Rey.
Esto les llevó a un conflicto constante durante casi un siglo, hasta que Carlos V le otorgó el privilegio de villazgo.

## Demografía
Vara del Rey cuenta con una población de 470 habitantes (INE 2024).
| Gráfica de evolución demográfica de Vara del Rey entre 1842 y 2021 |
| |
| Población de derecho según los censos de población del INE Población de hecho según los censos de población del INEEntre el censo de 1857 y el anterior, crece el término del municipio porque incorpora a Villar de Cantos |

## Administración
| Periodo   | Nombre                       | Partido |
| --------- | ---------------------------- | ------- |
| 1979-1983 | Francisco Brox Auñón         | UCD     |

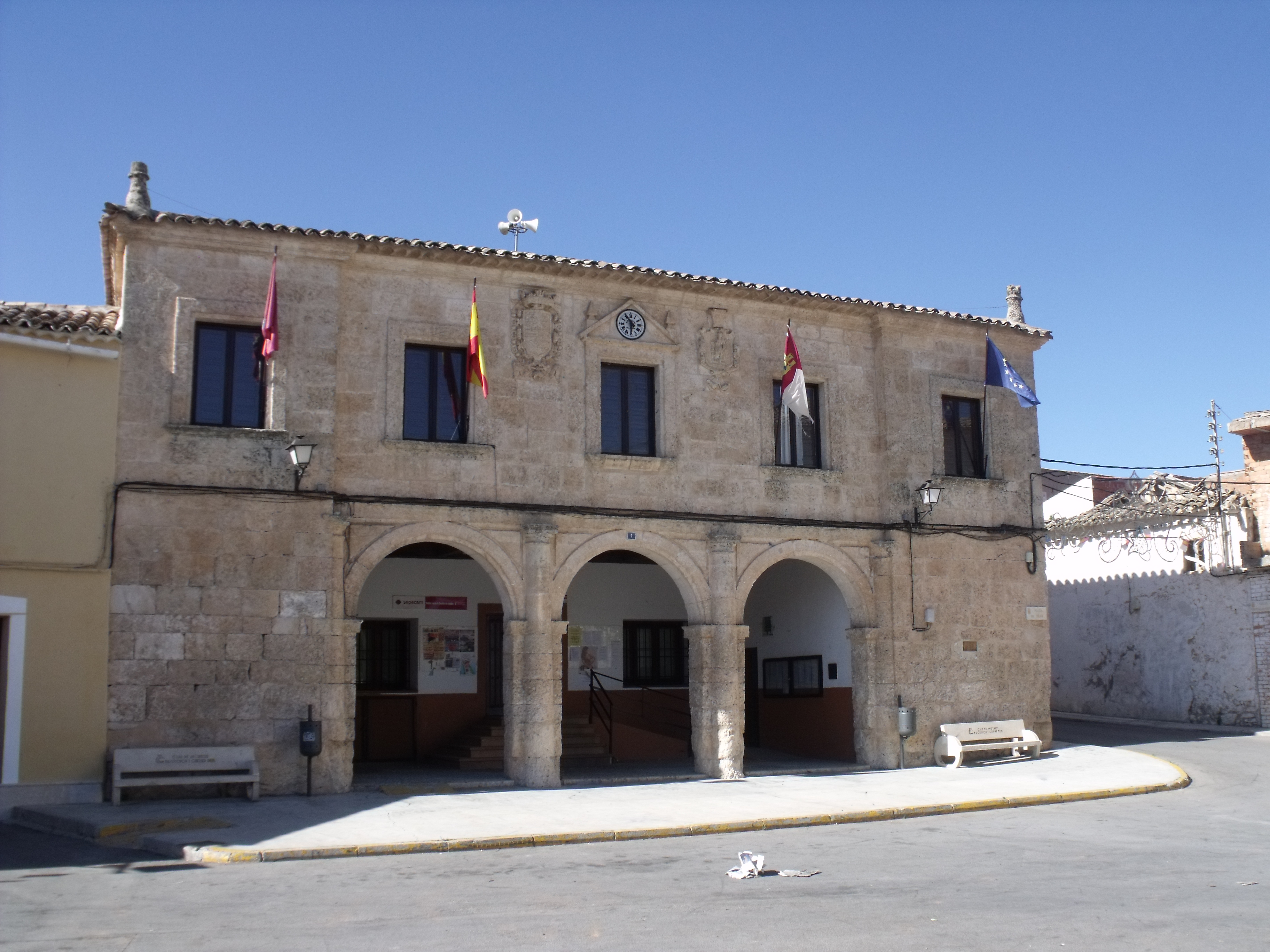
Casa consistorial

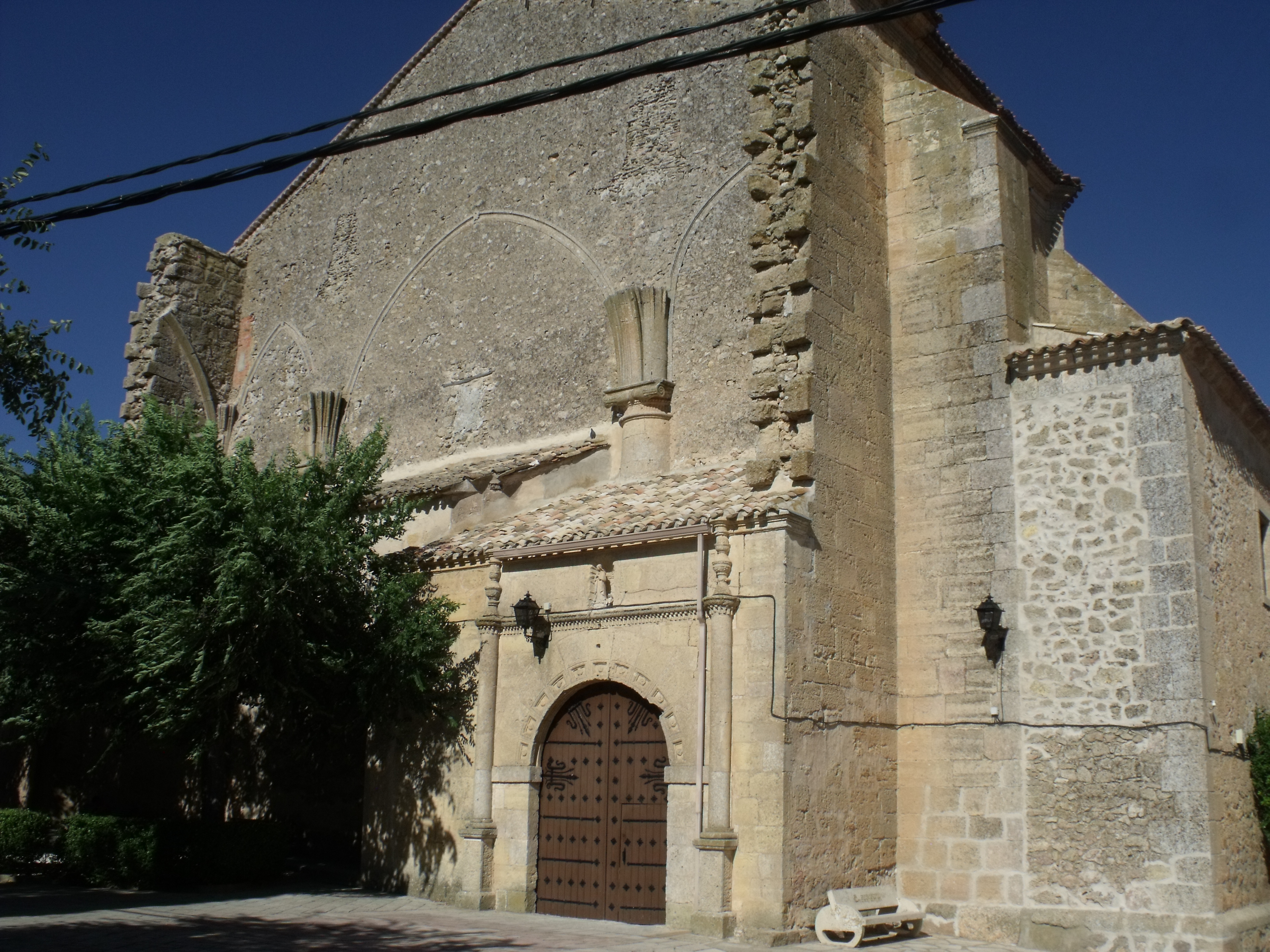
Iglesia de Nuestra Señora de la Asunción

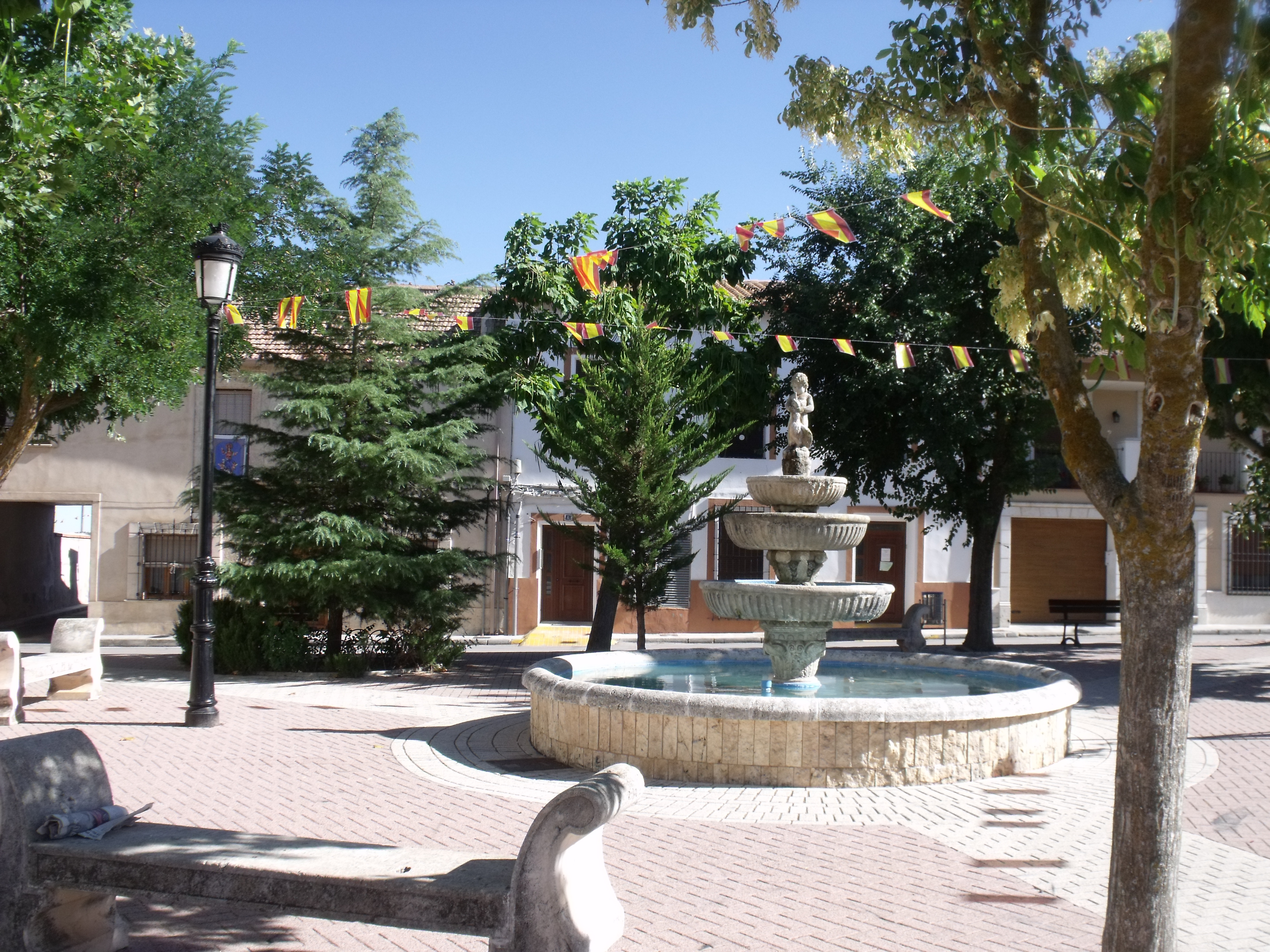
Plaza

| 1983-1987 | Lucio Moratalla Martínez     | PSOE    |
| 1987-1991 | Lucio Moratalla Martínez     | PSOE    |
| 1991-1995 | Lucio Moratalla Martínez     | PSOE    |
| 1995-1999 | Miguel Moratalla Rubio       | PSOE    |
| 1999-2003 | Samuel Luis López            | PP      |
| 2003-2007 | Samuel Luis López            | PP      |
| 2007-2011 | Anunciación Martínez Serrano | PSOE    |
| 2011-2015 | Anunciación Martínez Serrano | PSOE    |
| 2015-2019 | Anunciación Martínez Serrano | PSOE    |
| 2019-2023 | Anunciación Martínez Serrano | PSOE    |
| 2023-act. | Anunciación Martínez Serrano | PSOE    |

## Cultura

### Patrimonio
- Iglesia de Nuestra Señora de la Asunción
- Ermita de Nuestra Señora del Rosario
- Ermita de San Sebastián
- Casa consistorial
- Palacio del Marqués de Valdeguerrero
- Chozos y cubos de pastores

### Fiestas
- San Isidro: 15 de mayo.
- San Antón: 17 de enero.
- San Pedro: 29 de junio.
- Jueves Lardero: jueves posterior al Miércoles de Ceniza.
- San Antón: 17 de enero.
- Virgen de Rus: domingo siguiente al Domingo de Resurrección y lunes de Pentecostés.
- Nuestra Señora del Rosario: 7 de octubre.
- Nuestra Señora de la Asunción: el 13 o el 14 de agosto, su día mayor es el 15 de agosto.
- Santo Cristo de la Misericordia: 14 de septiembre, aunque se celebra el domingo más próximo a esa fecha.
- Los mayos: Esta tradición está compuesta por cuatro mayos. El mayo a la virgen, que se canta en la tarde del 30 de mayo en la parroquia de Nuestra Señora de la Asunción, el mayo del cura, que se canta también en la parroquia o en la puerta del párroco (este mayo fue creado por nuestro vecino Julián Serrano). El mayo a la doncella, que se canta la noche del 30 de mayo casa por casa a las mujeres del pueblo. El mayo a la Santa Cruz, que se canta el 3 de mayo a la Cruz de la parroquia.
- Semana Santa: Lo más destacado son las procesiones de Jueves Santo, Viernes Santo (por la mañana la procesión camino al Calvario y por la tarde el Santo Entierro) y Domingo de Resurrección con la Procesión de El Resucitado. Cada santo y virgen va acompañada con su cofradía debidamente vestidos de penitentes acompañando a las imágenes a ritmo de tambores.